# Haruna-jinja
Le Haruna-jinja (榛名神社, Harunajinja) est un sanctuaire shinto situé à Takasaki, préfecture de Gunma au Japon. Le mont Haruna sur lequel se trouve le sanctuaire est une des « trois montagnes de Jōmō » (Jōmō est l'ancien nom de Gunma) et Haruna-jinja est étroitement lié aux autres sanctuaires des deux autres montagnes, le mont Akagi et le mont Myōgi.

## Histoire
Haruna-jinja est fondé en 586, première année du règne de l'empereur Yōmei. Au XIVe siècle, il est affilié avec le Kan'ei-ji d'Ueno. Durant la politique de séparation du bouddhisme et du shintoïsme de l'ère Meiji, les couleurs bouddhistes sont abandonnées et le sanctuaire original est restauré.